# Staticoideae
Limonioideae (Staticoideae), potporodica vranjemilovki opsana 2012 godine. Sastoji se od dva tribusa, a tipični rod je Limonium.

## Opis
Ovo se ime (Limonioideae) može legitimno objaviti i ima prednost pred ranijim imenima potporodica jer uključuje tip sačuvanog porodičnog imena, Limoniaceae Ser. (čl. 19.5 Shenzhenskog zakonika). Ovo ime ima prioritet u trenutnoj taksonomiji u odnosu na Staticoideae Burnett, 1835, koja se ne temelji na tipu sačuvanog porofdičnog imena i uključuje Limonium.

## Tribusi
1. Aegialitideae Z.X.Peng Fl.; jedan rod, dvije vrste
2. Limonieae Bartl.

## Sinonimi
- Limoniaceae Ser.
- Staticaceae Cassel
- Staticeae Bartl.
- Armeriaceae Horan.
- Armerieae Dumort.